# Вільям Бойл
Вільям Бойл, 12-й граф Корка та Оррері (англ. William Boyle, 12th Earl of Cork and Orrery; 30 листопада 1873, Фарнгем, Суррей — 19 квітня 1967, Лондон) — британський воєначальник, флотоводець, адмірал флоту Королівського військово-морського флоту Великої Британії, учасник Першої та Другої світових воєн.

## Біографія
Військова кар'єра
- 15 січня 1887 — кадет ВМС
- 15 червня 1889 — мічман
- 20 вересня 1893 — суб-лейтенант
- 1 жовтня 1895 — лейтенант
- 31 грудня 1906 — командер
- 30 червня 1913 — кептен
- 1 листопада 1923 — контрадмірал
- 12 червня 1928 — віцеадмірал
- 1 листопада 1932 — адмірал
- 21 січня 1938 — адмірал флоту

Вільям Генрі Дадлі Бойл, 12-й граф Корка та Оррері (англ. William Henry Dudley Boyle, 12th Earl of Cork, 12th Earl of Orrery) народився 30 листопада 1873 року у містечку Фарнгем, у графстві Суррей у родині полковника Джеральда Бойла та леді Елізабет Піпс. 15 січня 1887 року прийнятий кадетом флоту на навчальний вітрильний лінійний корабель «Британія».
У грудні 1888 року, по завершенню навчання, отримав призначення на лінійний корабель «Монарх» ескадри Каналу, перший вітрильний бойовий корабель Королівського флоту, з баштовими гарматними установками на борту. У березні 1890 року переведений на Середземноморський флот Британії на лінкор «Колоссус».
У липні 1892 року Бойла перевели на корвет «Ектів» у Тренувальній ескадрі, 1 липня 1894 року йому присвоєне звання суб-лейтенант флоту. У вересні 1894 року він продовжив службу на канонерському човні «Лізард» на Австралійській станції. В липні 1898 року молодого офіцера призначили на крейсер «Фьюріос» ескадри Каналу, а в листопаді 1898 року він розпочав проходження служби на шлюпі «Дафні» на Китайській станції. Під час проходження служби брав участь у бойових діях з придушення Їхетуанського повстання.
2 липня 1902 року, після нетривалого перебування в посаді командира есмінця «Старфіш» Вільям Бойл став перший лейтенантом на торпедному канонерському човні «Хазард», а вже 28 серпня 1902 року вперше став повноцінним командиром корабля — есмінця типу «Гарді» «Готі».
у лютому 1904 року лейтенант Бойл став начальником штабу на крейсері «Астрея» Середземноморського флоту, 31 грудня 1906 року йому присвоїли звання командер. У січні 1907 року офіцера перевели начальником штабу на панцерник «Гібернія» флоту Каналу. У січні 1909 року Бойл прийнятий до Управління військово-морської розвідки Адміралтейства, де служив до 1911 року, до отримання призначення начальником штабу панцерного крейсера «Гуд Хоуп» Атлантичного флоту.
У січні 1912 року його призначено командиром крейсера-скаута «Скірмішер» Домашнього Флоту, 30 червня 1913 року він став кептеном.
У липні 1913 року Вільям Бойл став британським військово-морським аташе у Римі, брав участь спостерігачем у Другій Балканській війні. Отримав відзнаку від Королівства Італії, ставши командером ордена Святих Маврикія й Лазаря.
На початок Першої світової війни кептен Вільям Бойл служив спочатку штаб-офіцером у штабі контрадмірала Россліна Вемісса під час Дарданелльської кампанії. У вересні 1915 року його призначено командувати легким крейсером «Фокс» у Червоному морі, в січні 1916 року він став командиром британського патруля у Червоному морі. У червні 1916 року він, командуючи угрупованням флоту, здійснив шестиденне бомбардування турецького порту Джидда. Перебуваючи в посаді тісно співпрацював з Т. Е. Лоуренсом на підтримку Арабського повстання. 4 грудня 1916 року за свої бойові заслуги під час ведення бойових дій в Єгипті, Бойл був удостоєний ордена Нілу 3-го класу.
У листопаді 1917 року він перейшов під командування командира 1-ї ескадри лінійних крейсерів Великого флоту адмірала Генрі Олівера, з призначенням командиром британського лінійного крейсера «Ріпалс». 1 січня 1918 року Бойл став кавалером ордена Лазні. 23 квітня 1920 року його відзначили також Великою зіркою Вищого Ордена Відродження 2-го класу.
У квітні 1919 року Вільям Бойл став командиром лінійного крейсера «Тайгер» на Атлантичному флоті. У липні 1921 року — командир військово-морської казарми в Девонпорті. 8 листопада 1922 року його призначено морським ад'ютантом короля. 1 листопада 1923 року присвоєне звання контрадмірал, а в травні 1924 року він отримав призначення на посаду заступника командира 2-ї бойової ескадри Атлантичного флоту, його флаг був розміщений на лінійному крейсері «Резолюшн».
Після цього він пройшов курс підготовки старших офіцерів у Королівському військово-морському коледжі у Гринвічі, і у вересні 1926 року став командувачем 1-ї крейсерської ескадри Середземноморського флоту зі своїм прапором на крейсері «Фробишер». Здійснив похід на чолі своєї ескадри на Китайську станцію. 12 червня 1928 року підвищений у віцеадмірали.
У грудні 1928 року Бойл очолив Резервний флот, флагманським кораблем його став легкий крейсер «Констанс». У квітні 1929 року його призначено президентом Королівського військово-морського коледжу у Гринвічі. 3 червня 1931 року він став лицарем ордена Лазні.
1 листопада 1932 року Вільяму Бойлу присвоєне звання повний адмірал та у березні 1933 року призначено командувачем Домашнього Флоту Британської імперії, флагманом флоту був лінійний корабель «Нельсон». 16 липня 1935 року його відзначено Великим хрестом ордена Лазні.
12 липня 1936 року адмірал Бойл став першим та головним ад'ютантом Короля. У липні 1937 року його призначили командувачем Портсмуту. 21 січня 1938 року Вільяму Бойлу присвоєне звання адмірал флоту.
На початок Другої світової війни адмірал флоту Вільям Бойл очолював групу планування операції «Катерин», морської операції Королівського флоту, запропонованої першим лордом Адміралтейства Вінстоном Черчиллем, з інтервенції в акваторію Балтійського моря для блокування постачання шведської залізної руди нацистській Німеччині та ізоляції її від скандинавських країн. За задумом операцію планувалося провести весною 1940 року, втім у січні 1940 року її скасували.
В подальшому Бойл керував розробкою планів спільної англо-французької експедиції до Фінляндії з метою підтримки цієї країни у Зимовій війні проти Радянського Союзу. Однак, незабаром Фінляндія погодилася з радянськими ультимативними вимогами й операція була скасована.
У квітні 1940 року адмірал Бойл очолював морські сили, що виконували завдання по захопленню стратегічно важливого порту Нарвік. Керівництво здійснювалося з крейсера «Аврора». Надалі керував діями комбінованих союзних сил у цьому регіоні до повного виведення у червні 1940 року.
В листопаді 1940 року Черчилль, обурений на адмірала сера Джеймса Сомервілля за те, що той не продовжив переслідування італійського флоту після битви при мисі Спартівенто, і відправив Бойла провести розслідування, але Бойл виявив, що Сомервіль діяв цілком належним чином.
Після цього Бойла продовжував службу на другорядних позиціях до кінця Другої світової війни.
19 квітня 1967 року він помер у своєму будинку в Лондоні. Похований на кладовищі церкви Св. Леонарда, Марстона Бігота в Сомерсеті.